# Бичкоподібні
Бичкоподібні (Gobiiformes) — ряд акантоперих риб (Acanthopterygii). Характерною рисою бичкоподібних є будова черевних плавців, що мають промені, які направлені назовні, коротше за промені, направлені всередину. Як правило, черевні плавці сильно зближені та навіть зливаються між собою, утворюючи вирву.
Сюди належать здебільшого маленькі морські рибки, що живуть у прибережжі, головним чином тропіків. Більшість представників підряду водяться в прибережній зоні тропічних, частково помірних морів, невелика кількість видів — у солонуватих або прісних водах. Ряд видів пристосувались до життя в прісній воді.

## Родини
Згідно із 5-м виданням Риби світу надродина Goboidei була перекласифікована у ряд бичкоподібних (Gobiiformes), а також були переглянуті родини в цьому ряді. Найбільшим змінам підлягли родини Оксудеркові (Oxudercidae) і Бичкові (Gobiidae), які залишилися в якості окремих родин, однак до Oxudercidae були віднесені низка родів, які раніше належали до Gobiidae. Це представники підродин Amblyopinae, Gobionellinae, Oxudercinae і Sicydiinae. Своєю чергою родини Kraemeriidae, Microdesmidae, Ptereleotridae і Schindleriidae були об'єднані із бичковими (Gobiidae); усі підродини в цій родині були ліквідовані.
Отже, до ряду належать 8 родин, що складають підряд Gobioidei:
- Rhyacichthyidae
- Головешкові (Odontobutidae)
- Milyeringidae
- Butidae
- Елеотрові (Eleotridae)
- Thalasseleotrididae
- Оксудеркові (Oxudercidae)
- Бичкові (Gobiidae)

Окремо одна родина, Trichonotidae, віднесена до іншого підряду — Trichonotoidei.